# 高育生
高育生（1955年6月—），河北人，中华人民共和国政治人物、外交官。
1964年，考入北京外国语学校阿拉伯语专业。1972年，调入外交部，被派往埃及开罗大学进修。2002年，担任中国驻也门大使。2006年，接替张志军担任中华人民共和国驻阿拉伯联合酋长国大使。2013年，担任中国驻约旦大使。2015年12月，因年满60岁离任。

## 荣誉

### 外国勋章奖章
- 一等独立勋章（阿联酋，2012年2月27日颁发[4]）